# Аль-Кавсар
Аль-Каусар (аль-Кавсар) (араб. الكوثر — Обильный, Изобилие) — сто восьмая сура Корана. Сура мекканская.  Состоит из 3 аятов.

## Содержание
В ней напоминается о том, что Аллах наделил пророка Мухаммеда великими благами и оказал ему великие милости как в этой, так и в будущей жизни. Он потребовал от него постоянно и искренне возносить молитву только Ему и приносить Ему жертвы, закалывая самых лучших жертвенных животных в знак благодарности за оказанную ему милость.

Мы даровали тебе Каусар (бесчисленные блага, в том числе одноимённую реку в Раю). ۝
 Посему совершай намаз ради своего Господа и закалывай жертву. ۝ 
Воистину, твой ненавистник сам окажется бездетным. ۝
—  108:1—3 (Кулиев)